# Spanien i olympiska vinterspelen 2006
Spanien deltog med 16 deltagare vid de olympiska vinterspelen 2006 i Turin. Ingen av landets deltagare erövrade någon medalj.